# Konduktivní proud
Konduktivní proud je (obvykle nízký) unikající proud protékající mezi vodiči a jejich izolací.
izolační proud (μA) = vzájemné napětí (V) / izolační odpor (MΩ)